# El detective moribundo
El detective moribundo es uno de los 56 relatos cortos sobre Sherlock Holmes escrito por Arthur Conan Doyle. Fue publicado originalmente en The Strand Magazine y posteriormente recogido en la colección Su última reverencia.

## Argumento

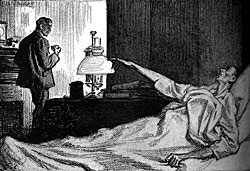
Arthur Conan Doyle, El detective moribundo (1913), Ilustración de Frederic Dorr Steele, en The Strand Magazine

Este relato posee dos características curiosas. La primera es que, por fin, la agradable señora Hudson, a la que Watson describe como "una mujer de inmensa paciencia", tiene cierto protagonismo en el relato. En segundo lugar, Sherlock Holmes resuelve el caso sin abandonar sus habitaciones de Baker Street.
Un día brumoso de noviembre, durante el segundo año de vida matrimonial del doctor Watson, la señora Hudson visita al doctor, alarmada ante el estado de salud de Holmes. Una extraña enfermedad asiática está acabando con la vida del detective. Cuando Watson llega al 221-B de Baker Street, se encuentra a Holmes delirando, víctima de una extraña enfermedad de los culis de Sumatra, inevitablemente mortal y horriblemente contagiosa. Todos los intentos de llamar a un especialista son vanos. Holmes sólo confía en la intervención del señor Culverton Smith, una autoridad en la mencionada enfermedad. Watson logra que Smith acuda a casa de Holmes, donde se demuestra que la enfermedad era una artimaña para apresar al despreciable personaje por la muerte de Victor Savage. Ante las alabanzas de Watson a su magnífica interpretación, Holmes concluye: "He llevado hasta el fin esta simulación con toda la minuciosidad de un verdadero artista. Gracias, Watson."